# Dekanat ursuski

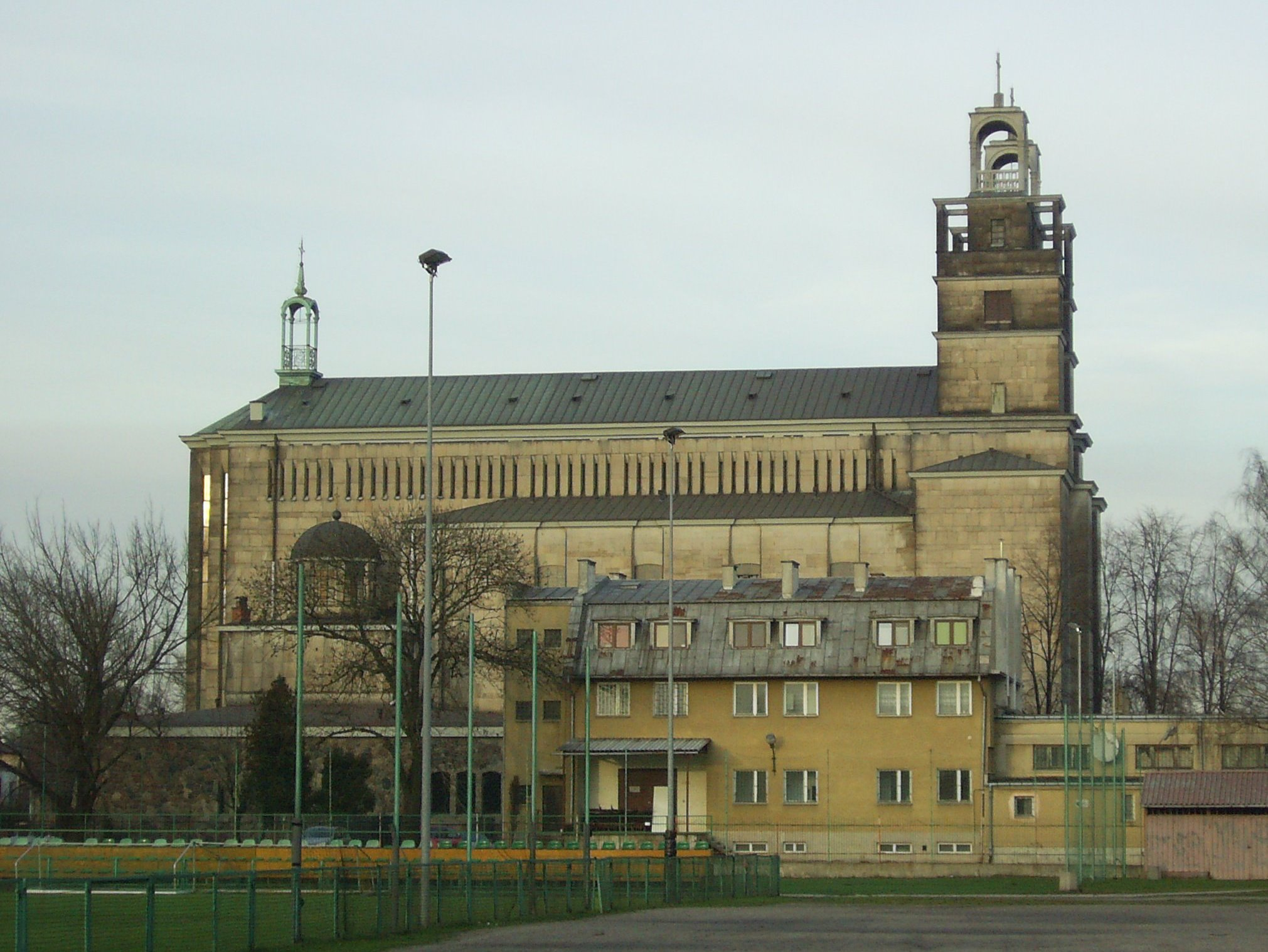
Kościół pw. św. Teresy od Dzieciątka Jezus

Dekanat ursuski – jeden z 25 dekanatów rzymskokatolickich archidiecezji warszawskiej wchodzącej w skład metropolii warszawskiej. W skład dekanatu wchodzi 8 parafii: 
- Parafia św. Jana Apostoła i Ewangelisty – Ursus Gołąbki, ul. Bolesława Śmiałego 13
- Parafia Najświętszego Ciała i Krwi Chrystusa – Ursus Niedźwiadek, ul. Wojciechowskiego 32
- Parafia Matki Bożej Fatimskiej – Ursus Niedźwiadek, ul. Zagłoby 37
- Parafia św. Józefa Oblubieńca NMP – Ursus, ul. Sosnkowskiego 34
- Parafia Świętej Rodziny – Ursus, ul. Świętej Rodziny 1
- Parafia Najświętszego Serca Pana Jezusa – Ursus, ul. Piastowska 6A
- Parafia św. Teresy od Dzieciątka Jezus – Włochy, ul. Rybnicka 27
- Parafia Matki Bożej Saletyńskiej – Włochy, ul. Popularna 46